# Associazione Calcio Mantova 1954-1955
Questa pagina raccoglie le informazioni riguardanti l'Associazione Calcio Mantova nelle competizioni ufficiali della stagione 1954-1955.

## Stagione
In IV Serie 1954-1955 il Mantova manca i pronto ritorno in Serie C.
In casa mantovana si riparte da zero e il presidente Arnaldo Bellini chiama a Mantova Paolo Todeschini nella doppia veste di allenatore e giocatore. 
Lo stravolgimento della rosa è totale, ma l'unico acquisto di rilievo è quello di Antonio Torreano. Poi si pesca a piene mani nella provincia puntando sui giovani. 
Prima del campionato arriva al Martelli per un'amichevole di lusso il Milan di Liedholm, Nordahl e Schiaffino. Vincono i rossoneri con un tennistico 6-1. 
In campionato il Mantova fa molto bene con una striscia di 21 risultati utili positivi consecutivi, di cui 14 vittorie, tra le quali un perentorio 5-0 alla Marzoli di Palazzolo sull'Oglio che ha dominato il girone e ottenuto la promozione in Serie C da prima classificata. 
L'ACM chiude il torneo al secondo posto con il Forlì, mettendo in evidenza il giovane bomber Emanuele Russo prelevato dal Sant'Egidio, piccola squadra dell'omonima parrocchia del centro storico mantovano, che ha realizzato 14 reti.

## Rosa
| N. |                   | Ruolo | Calciatore        |
| -- | ----------------- | ----- | ----------------- |
|    | Italia (bandiera) | A     | Carlo Bernoldi    |
|    | Italia (bandiera) | C     | Romano Bertoni    |
|    | Italia (bandiera) | P     | Renzo Biondani    |
|    | Italia (bandiera) | D     | Giorgio Bolinelli |
|    | Italia (bandiera) | A     | Alberto Bonaffini |
|    | Italia (bandiera) | C     | Alfonso Bosellini |
|    | Italia (bandiera) | C     | Silvio Brioni     |
|    | Italia (bandiera) | D     | Nello Caraffi     |
|    | Italia (bandiera) | A     | Elvezio Fossati   |
|    | Italia (bandiera) | D     | Marco Galetti     |
|    | Italia (bandiera) | P     | Dario Ghisi       |
|    | Italia (bandiera) | C     | Renzo Longhi      |

| N. |                   | Ruolo | Calciatore         |
| -- | ----------------- | ----- | ------------------ |
|    | Italia (bandiera) | C     | Giancarlo Lusvardi |
|    | Italia (bandiera) | P     | Giorgio Marchioni  |
|    | Italia (bandiera) | A     | Angelo Passerini   |
|    | Italia (bandiera) | A     | Ermete Poli        |
|    | Italia (bandiera) | A     | Emanuele Russo     |
|    | Italia (bandiera) | C     | Paolo Salardi      |
|    | Italia (bandiera) | A     | Alberto Sogliani   |
|    | Italia (bandiera) | C     | Paolo Todeschini   |
|    | Italia (bandiera) | C     | Arnaldo Torelli    |
|    | Italia (bandiera) | C     | Antonio Torreano   |
|    | Italia (bandiera) | C     | Giovanni Villa     |
|    | Italia (bandiera) | A     | Candido Ziani      |

## Risultati

### IV Serie

#### Girone di andata
| Arbitro: | Marcon (Padova) |

|                           |           |  |
| Corà 75’ (aut.) Russo 87’ | Marcatori |  |

| Arbitro: | Luparia (Vercelli) |

|                       |           |  |
| Gnecchi 27’, 31’, 75’ | Marcatori |  |

| Arbitro: | Mancinelli (Mestre) |

|                             |           |           |
| Bonaffini 17’ Bolinelli 58’ | Marcatori | 25’ Cinel |

| Arbitro: | Buiat (Monfalcone) |

|                                     |           |  |
| Bergomi 50’ Pezzoni 58’ Ferrari 82’ | Marcatori |  |

| Arbitro: | Samanich (Trieste) |

|  |           |             |
|  | Marcatori | 51’ Tessaro |

| Arbitro: | Marcon (Padova) |

|            |           |              |
| Briard 38’ | Marcatori | 59’ Sogliani |

| Arbitro: | Podestà (Desenzano del Garda) |

|                                                |           |                           |
| Fossati 31’, 70’ (rig.) Russo 53’ Torreano 64’ | Marcatori | 51’ Vaccari 58’ Bertolini |

| Arbitro: | Borasio (Alessandria) |

|                     |           |           |
| Piemonti 28’ (rig.) | Marcatori | 17’ Russo |

| Arbitro: | Righetti (Torino) |

|                            |           |            |
| Torreano 3’ Todeschini 61’ | Marcatori | 6’ Pelloni |

| Carpi 28 novembre 1954 10ª giornata | Carpi             | 0 – 0 | Mantova | Stadio Sandro Cabassi\| Arbitro: \| Cerutti (Legnano) \| |
| Arbitro:                            | Cerutti (Legnano) |       |         |                                                          |

| Arbitro: | Fiore (Torino) |

|                                                         |           |  |
| Todeschini 29’, 57’ Torreano 45’ Russo 49’ Sogliani 72’ | Marcatori |  |

| Forlì 12 dicembre 1954 12ª giornata | Forlì              | 0 – 0 | Mantova | Stadio Tullo Morgagni\| Arbitro: \| Luparia (Vercelli) \| |
| Arbitro:                            | Luparia (Vercelli) |       |         |                                                           |

| Arbitro: | Bevilacqua (Treviglio) |

|                                  |           |                        |
| Russo 24’, 26’, 53’ Sogliani 79’ | Marcatori | 7’ Baruzzi 40’ Quercia |

| Arbitro: | Orlandi (Torino) |

|  |           |                          |
|  | Marcatori | 42’ Fossati 61’ Sogliani |

| Arbitro: | Mazzoni (Livorno) |

|                                        |           |            |
| Sogliani 7’ Fossati 25’, 47’ Russo 87’ | Marcatori | 70’ Nasini |

| Arbitro: | Bonvicini (Treviso) |

|                                      |           |                             |
| Sambo 6’ (rig.) Bolinelli 38’ (aut.) | Marcatori | 15’ Torreano 49’ Todeschini |

| Arbitro: | Borasio (Alessandria) |

|           |           |                 |
| Russo 50’ | Marcatori | 34’ Galliccioli |

#### Girone di ritorno
| Arbitro: | Torcini (Firenze) |

|             |           |                |
| Comelli 62’ | Marcatori | 80’ Todeschini |

| Arbitro: | Pennino (Trieste) |

|         |           |  |
| Poli 4’ | Marcatori |  |

| Arbitro: | Carpani (Pavia) |

|               |           |                            |
| Pincolini 77’ | Marcatori | 2’, 29’ Russo 60’ Torreano |

| Arbitro: | Cremonesi (Piacenza) |

|                           |           |  |
| Longhi 35’ Todeschini 45’ | Marcatori |  |

| Arbitro: | Luparia (Vercelli) |

|  |           |              |
|  | Marcatori | 14’ Torreano |

| Arbitro: | Torcini (Firenze) |

|                                                         |           |  |
| Sogliani 22’ Todeschini 62’ Torreano 65’, 83’ Russo 89’ | Marcatori |  |

| Arbitro: | Babini (Ravenna) |

|                    |           |                                     |
| Vaccari 28’ (rig.) | Marcatori | 5’ Sogliani 13’ Longhi 15’ Torreano |

| Arbitro: | Politano (Cuneo) |

|              |           |             |
| Sogliani 19’ | Marcatori | 35’ Coccoli |

| Arbitro: | Carbonelli (Brescia) |

|  |           |           |
|  | Marcatori | 44’ Russo |

| Arbitro: | Carpani (Pavia) |

|  |           |               |
|  | Marcatori | 43’ Manicardi |

| Arbitro: | Gazzano (Genova) |

|                       |           |  |
| Ravani 5’ Gardoni 60’ | Marcatori |  |

| Arbitro: | Butti (Como) |

|              |           |  |
| Bernoldi 49’ | Marcatori |  |

| Arbitro: | Troise (Roma) |

|             |           |  |
| Vallini 42’ | Marcatori |  |

| Arbitro: | Isidori (Perugia) |

|                         |           |  |
| Bonaffini 27’ Russo 58’ | Marcatori |  |

| Arbitro: | Marcon (Padova) |

|                                      |           |              |
| Campagnoli 14’ Nasini 24’ Loreti 58’ | Marcatori | 45’ Torreano |

| Arbitro: | De Magistris (Torino) |

|                                            |           |  |
| Bernoldi 17’, 65’ Torreano 54’ Torelli 71’ | Marcatori |  |

| Arbitro: | Di Tolla (Bolzano) |

|                             |           |                |
| Passerini 10’ Perazzolo 44’ | Marcatori | 51’ Todeschini |